# Binnenhafen (Hamburg)

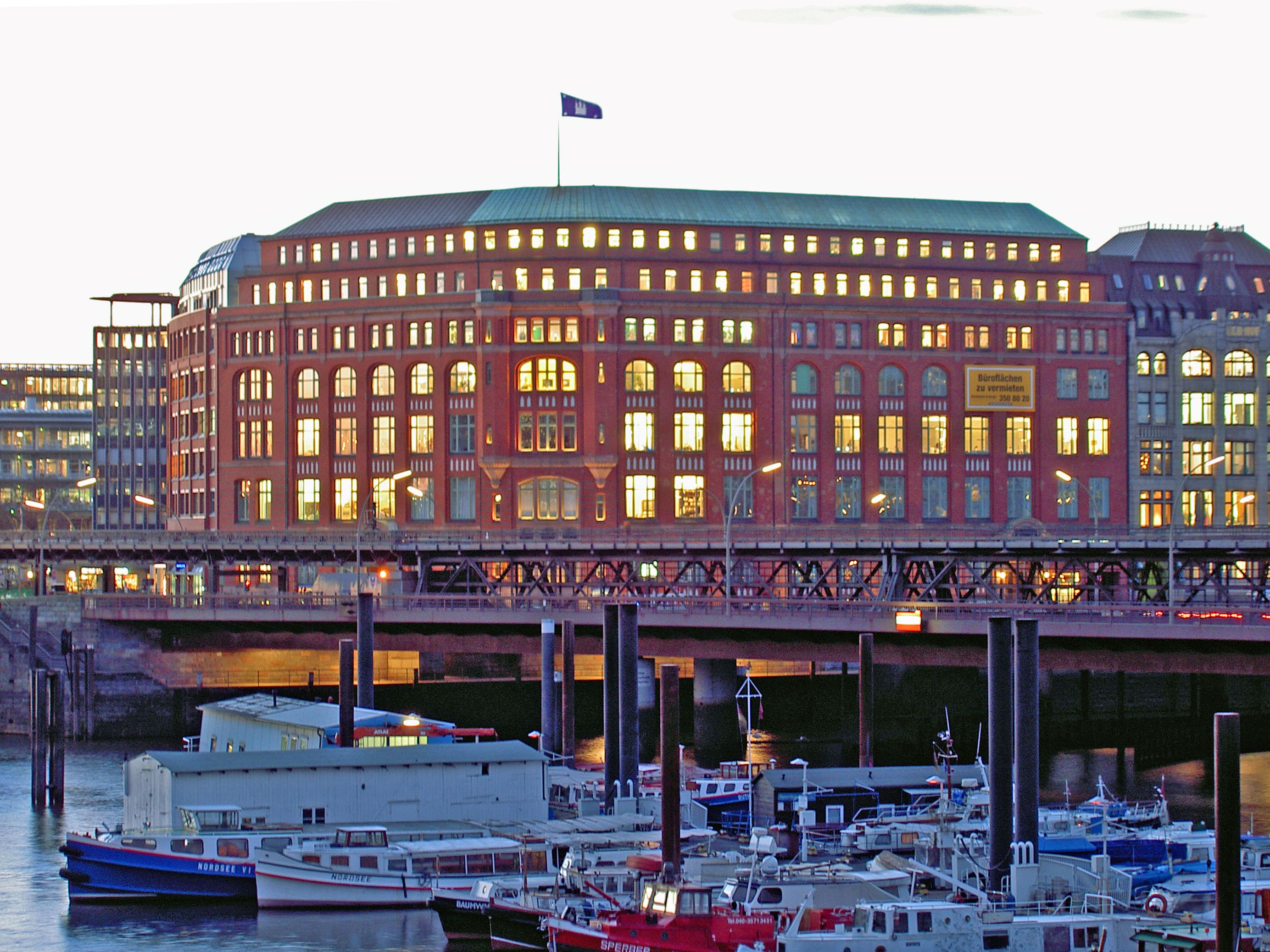
Binnenhafen bei der Einmündung des Alsterfleets, dahinter das Hochbahn-Viadukt und das Slomanhaus

Der Binnenhafen in Hamburg ist der älteste Teil im Hamburger Hafen, der noch als Hafenanlage genutzt wird. Er liegt vor der Nikolaifleetmündung und wird im Westen durch die Niederbaumbrücke vom Niederhafen getrennt. Die nördliche Kante sind die Kajen, die ab dem 14. Jahrhundert die ersten Kaianlagen des Binnenhafens bildeten, und die Otto-Sill-Brücke, die mit dem Hochbahn-Viadukt den Einmündungsbereich des Alsterfleets mit der Schaartorschleuse überspannt. Südlich liegt der Kehrwieder. Der Binnenhafen verfügt nur noch über eine Anlegebrücke am Kajen, die ausschließlich von Binnenschiffen angefahren werden kann, sowie einem Kai am Kehrwieder und dient hauptsächlich als westliche Ausfahrt des Zollkanals. Zeitweise ist er Standort der Flussschifferkirche.
Ausgebaut wurde der Binnenhafen im 16. Jahrhundert mit einer vorgelagerten Reede, als der Hauptumschlag noch im innerstädtischen Nikolaifleet stattfand. Mit der Anlage des Baumwalls und des Niederbaums – einer hölzernen Barriere im Wasser etwa im Verlauf der heutigen Niederbaumbrücke – wurde die Hafeneinfahrt geschützt und der Hafen so in die umwallte Stadt einbezogen. Durch die Ausweitung des Warenverkehrs und dem damit einhergehenden Anwachsen der Schiffsgrößen gewann dieser vorgelagerte Hafenteil zunehmend an Bedeutung, musste jedoch zur Wende zum 18. Jahrhundert um den Niederhafen in die Elbe hinein erweitert werden. Bis 1880 diente er als Segelschiffhafen, dann wurden die Segler zum Kleinen Grasbrook verlegt, um den Binnenhafen im Zuge des Freihafenausbaus als Durchfahrt des Zollkanals freizumachen. Ein letztes Relikt aus der Zeit des Hafenumschlags ist der Neue Kran östlich der Hohen Brücke. 1858 ersetzte dieser eiserne Schwerlastkran mit integrierter Wiegevorrichtung einen 1568 an selber Stelle errichteten hölzernen Kran.

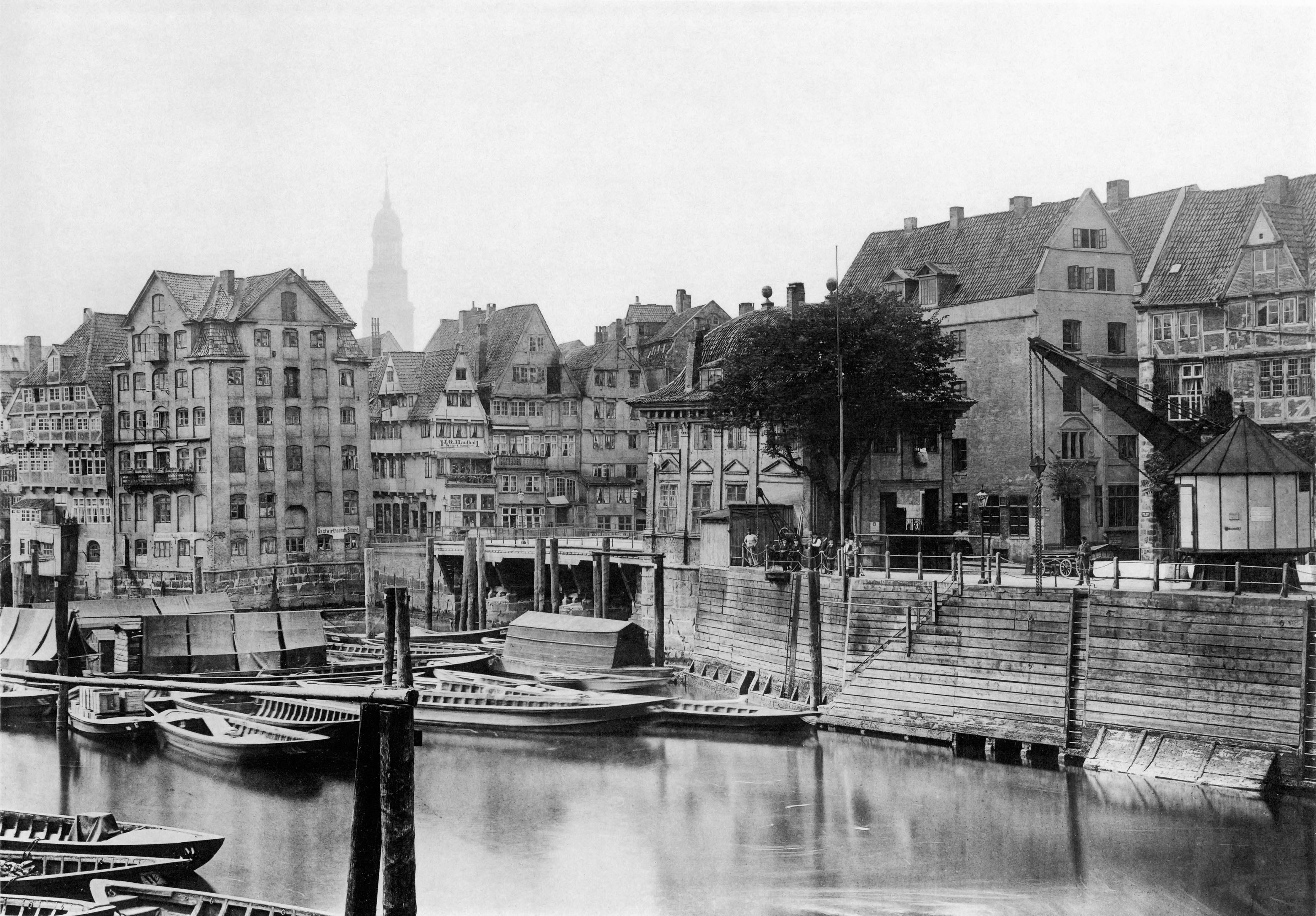
Binnenhafen 1883, mit Neuem Kran, Hoher Brücke sowie Außen- und Binnenkajen
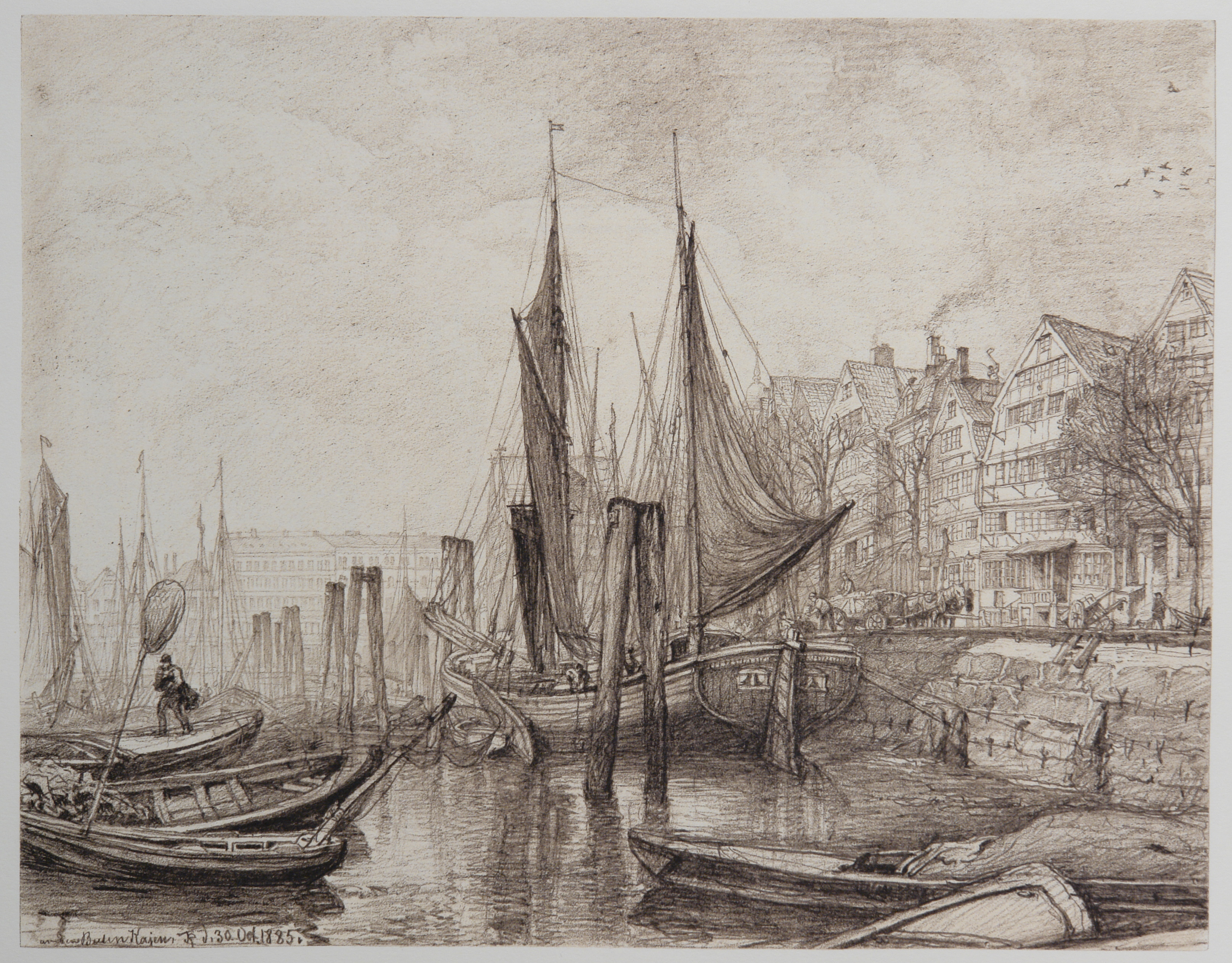
Binnenhafen 1885. Zeichnung von Johann Theobald Riefesell
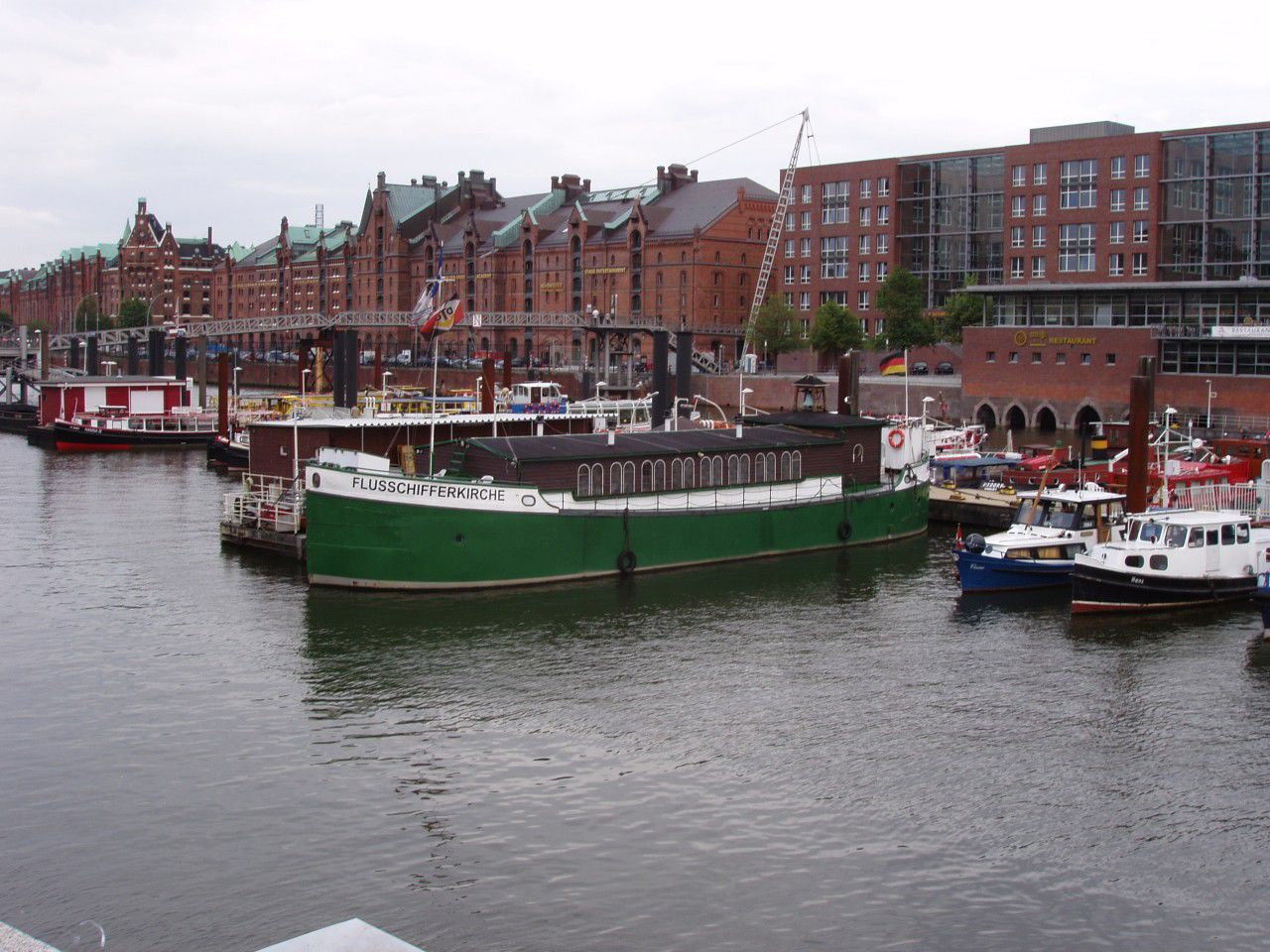
Binnenhafen mit Blick auf den Kehrwieder; am Anleger die Flussschifferkirche
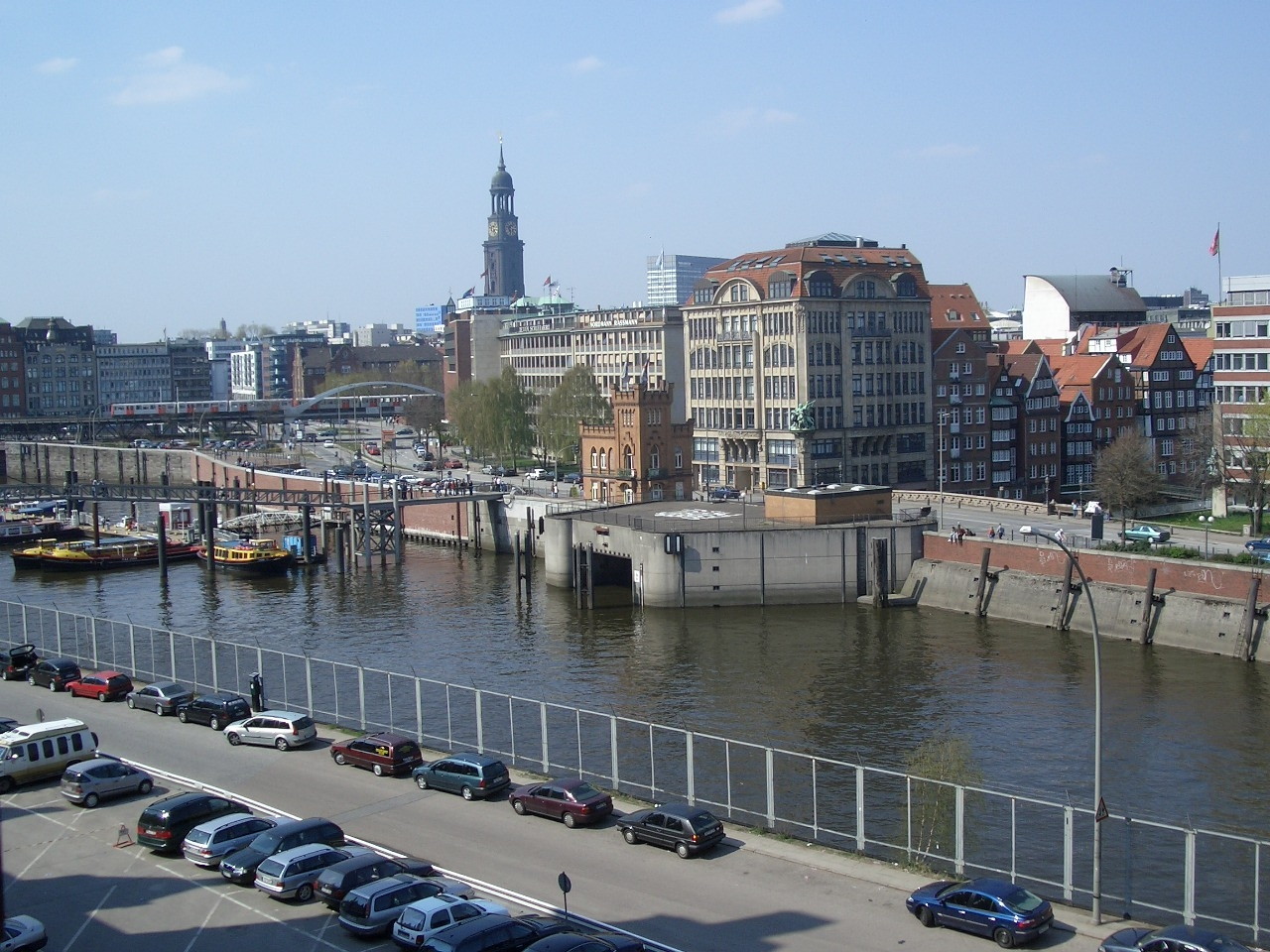
Blick vom Kehrwieder auf den östlichen Binnenhafen mit Einmündung des Nikolaifleets
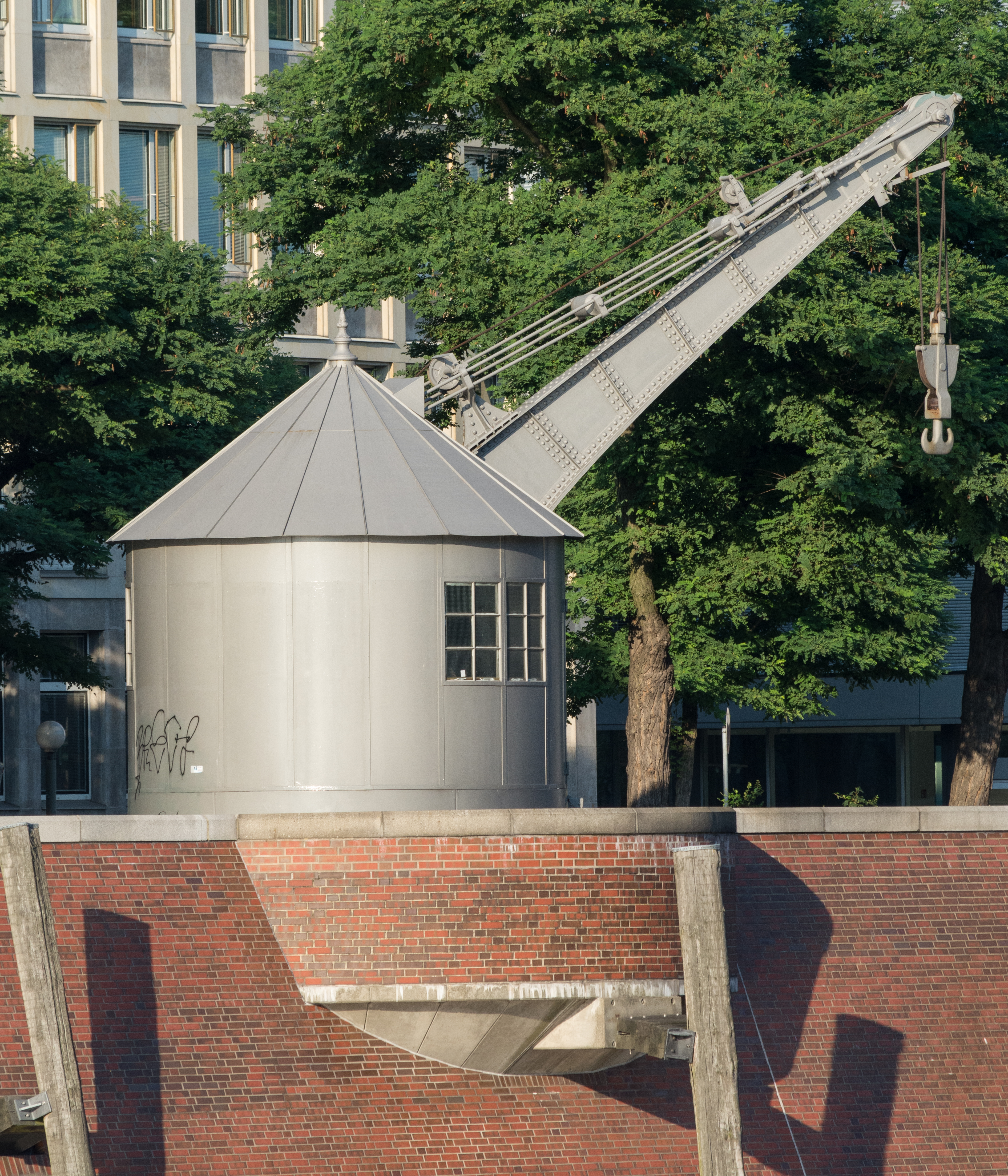
Der „Neue Kran“ von 1858